# Trần Mạnh Tuấn
Trần Mạnh Tuấn (sinh ngày 7 tháng 5 năm 1970) là nhạc công, nhạc sĩ và nhà sản xuất thu âm của Việt Nam. Tuấn là một trong hai nghệ sĩ jazz saxophone nổi tiếng của Việt Nam (người còn lại là thầy anh Quyền Văn Minh, đồng hương). Năm 2002, ông chuyển từ Hà Nội vào Thành phố Hồ Chí Minh sinh sống và bắt đầu giảng dạy tại Nhạc viện Thành phố Hồ Chí Minh. Trần Mạnh Tuấn còn được mọi người biết đến như là một nhạc sĩ, hoà âm và là nhà sản xuất âm nhạc.
Trần Mạnh Tuấn còn là một trong những nhạc công chơi saxophone đầu tiên và duy nhất được đề cử 5 lần tại giải Cống hiến.

## Tiểu sử
Xuất thân trong gia đình có truyền thống âm nhạc, cha, mẹ và chị gái đều là nghệ sĩ hát cải lương. Ông chia sẻ: "Tên cúng cơm của tôi là Thêm, chứ không phải Tuấn. Tôi là con thứ tám trong gia đình, tôi phải xa cha mẹ từ tấm bé, sống rong ruổi cùng đoàn hát đi khắp nơi. Tôi lớn lên ở phố Tạ Hiện, nơi hỗn độn mọi thành phần của xã hội, được va chạm sớm nên tôi hiểu thế nào là sự chia sẻ."
Cuộc sống lang bạt cho tôi sự cứng cáp, từng trải. Tôi có óc tổ chức, làm ông bầu từ bé, khả năng sinh tồn buộc mình phải khai thác, khám phá, khó khăn càng làm cho mình rắn rỏi, mạnh mẽ hơn. Tôi đi đêm về hôm mà mình không hư cũng là nhờ âm nhạc, để hiểu được cái đẹp. Sau này, mẹ tôi vẫn thường nói không ngờ đứa con mà bà định bỏ đi mang lại hạnh phúc cho bà nhiều nhất".
Năm 8 tuổi, Trần Mạnh Tuấn đã được tặng cây saxophone alto đầu tiên trong đời. Tiếp xúc với chiếc kèn từ thuở nhỏ cũng là món đồ chơi duy nhất trong thời thơ ấu của mình.
Năm 9 tuổi, Trần Mạnh Tuấn đã được phân công phụ trách tân nhạc, cùng với bố mẹ đi theo đoàn hát khắp nơi để biểu diễn, kiếm sống qua ngày. Năm 11 tuổi, ông bắt đầu chơi kèn solo trong các buổi diễn.
Năm 13 tuổi, ông được vào Tổng cục Du lịch, thổi kèn cho khách quốc tế thưởng thức, người ta phải mượn một đôi giày Thụy Điển to tướng cho anh dùng để "diện", thích hợp hơn với khung cảnh trang trọng. Nghệ sĩ Trần Mạnh Tuấn đã không may mất đi một con mắt. Không lâu sau đó, để duy trì sự sống, ông tiếp tục phải trải qua một cuộc phẫu thuật tại nước ngoài. Đến năm 18 tuổi, Trần Mạnh Tuấn gia nhập một đoàn xiếc, chuyên thổi kèn đệm cho tiết mục tung hứng. Được một thời gian,ông lại rời đoàn, từ đó chuyên chơi nhạc jazz cho các đám cưới, trong những vũ trường...
Năm 1978, Trần Mạnh Tuấn bắt đầu chơi saxophone.
Trần Mạnh Tuấn tham gia ban nhạc Phương Đông gồm Quốc Trung (thủ lĩnh – piano), Trần Thanh Phương (guitar), Ngọc Quân (nhạc cụ gõ), Vũ Văn Hà (guitar bass), Quốc Hưng (trống) và còn có Tuấn Phương (cựu nhạc công guitar bass). Cùng Thanh Lam, họ tham gia vào quá trình sản xuất chính cho album Tự sự (2000) và Mây trắng bay về (2001) đưa tên tuổi Lam trở thành diva đầu tiên của công chúng.
Năm 1992, Trần Mạnh Tuấn tổ chức liveshow "Trần Mạnh Tuấn và ban nhạc Phương Đông" tại Nhà hát Lớn Hà Nội như một chương trình chính quy dài suốt mấy tiếng đồng hồ. Năm 1993, Trần Mạnh Tuấn vinh dự nhận được giải thưởng nghệ sĩ saxophone xuất sắc nhất Việt Nam trong liên hoan ca nhạc nhẹ chuyên nghiệp toàn quốc tại Đà Nẵng. Sau đó, năm 1996 anh nhận được học bổng trường đại học âm nhạc Berklee, Boston (Mỹ) và trở thành sinh viên Việt Nam đầu tiên tại đây.
Năm 2004, Trần Mạnh Tuấn thành lập câu lạc bộ jazz Sax n' Art tại Thành phố Hồ Chí Minh.
Hiện tại, Trần Mạnh Tuấn còn giữ cương vị giám khảo của cuộc thi truyền hình Thần tượng âm nhạc: Vietnam Idol mùa thứ hai. Cùng với nhạc sĩ Hồ Hoài Anh, thay thế vai trò của hai vị giám khảo cũ là Tuấn Khanh và Hà Dũng.

## Đời tư
Trần Mạnh Tuấn kết hôn với Kiều Đàm Linh. Họ có 2 người con, Avin Trần và đặc biệt Trần Đàm An Phúc (sinh năm 2004, thường được gọi với nghệ danh An Trần) cũng là một nhạc công saxophone.
Trần Mạnh Tuấn có mối quan hệ thân thiết với nhạc sĩ Trịnh Công Sơn và gia đình ông. Ca sĩ Trịnh Vĩnh Trinh (em gái Sơn) cũng cho rằng "[...] Trần Mạnh Tuấn là gương mặt độc tấu nhạc Trịnh thành công nhất với một cá tính, tâm hồn đậm tính Việt, cập nhật kỹ thuật biểu diễn quốc tế".
Năm 2005, Trần Mạnh Tuấn phát hiện bị suy thận trong chuyến lưu diễn ở châu Âu. Sau khi được anh trai hiến cấy ghép thận, anh đã khỏi. Ngày 17 tháng 8 năm 2021, Tuấn bị tai biến mạch máu não trong tình trạng nguy kịch, nhưng sau đó anh đã dần phục hồi. Tháng 8 năm 2022, Tuấn tiếp tục bị tai biến mạch máu não và anh phải phẫu thuật não lần thứ 3.

## Giải thưởng
| Năm  | Giải thưởng                     | Trao cho                                       | Kết quả |
| ---- | ------------------------------- | ---------------------------------------------- | ------- |
| 2007 | Cống Hiến: Album của năm        | Ru rừng                                        | Đề cử   |
| 2014 | Cống Hiến: Chương trình của năm | Liveshow Trần Mạnh Tuấn & Saigon Big Band      | Đề cử   |
| 2015 | Cống Hiến: Chương trình của năm | Liveshow Trần Mạnh Tuấn và dàn nhạc giao hưởng | Đề cử   |
| 2017 | Cống Hiến: Album của năm        | Thằng Cuội                                     | Đề cử   |
| 2017 | Cống Hiến: Nhạc sĩ của năm      | Trần Mạnh Tuấn                                 | Đề cử   |

## Danh sách đĩa nhạc
Album phòng thu
- Độc tấu Saxophone Trần Mạnh Tuấn (8/12/1997)
- Lời ru mắt em (2000) - cùng Vũ Quang Trung, Trần Thu Hà và Bằng Kiều (Tái bản với tên When I Fall in Love)
- Biển khát (2001)
- Hạ trắng (2002)
- Về quê – Coming Home (20/5/2003)
- Bóng thời gian – The Shadow of Time (5/6/2006)
- Ru rừng – Jungle Lullaby (2006)
- Body & Soul (2008) - cùng Tim Carson
- Bèo dạt mây trôi – Drifting Blossoms, Floating Clouds (2008)
- Ru ta ngậm ngùi (2009)
- Như cánh vạc bay – Wings of the Flying Crane (2012)
- Angel Eyes (2012)
- Mắt biếc – Blue Eyes (2013)
- Jazz It Up "Sến" – Thành phố buồn (2013)
- Simply Soul (3/2016)
- Thằng Cuội – Legendary Shepherd on the Moon (3/2016)
- Thu ca – Rhythm of the Fall (4/2016) - cùng Quốc Đạt
- Mùa thu cho em – An Autumn with You (2023) - cùng Trọng Hiếu và Chris Jennings

Sản xuất
- Thuở Bống là người - Hồng Nhung (2003)